# Kurt Verch
Kurt Verch (* 2. Mai 1893 in Kolmar; † 11. Dezember 1985 in Potsdam) war ein deutscher Plastiker und Grafiker.

## Leben und Werk
Verch kam aus einer sozialdemokratischen Familie. 1908 zog er nach Berlin. Dort absolvierte er eine Lehre als Ziseleur. Von 1914 bis 1915 betrieb er in Berlin Studien im Museum für Naturkunde und im Zoologischen Garten. 1915/1916 studiert er in Frankfurt/Main als Meisterschüler von Artur Volkmann Bildhauerei und Zeichnen. Er arbeitete dann in Berlin als freischaffender Künstler. In den 1920er Jahren setzte er sich in Berliner Straßenbildern und u. a. in der Holzschnittfolge Traum eines Obdachlosen mit akuten sozialen Problemen auseinander. Er war mit Hans Baluschek befreundet, an den seine ersten Straßenbilder erinnern, ehe er im Holzschnitt seine eigene Sprache fand.
Das Adressbuch verzeichnet Verch 1920 als Bildhauer in der Gäblerstraße 57 in Berlin-Weißensee. 1919 war er Mitbegründer der Genossenschaft bildender Künstler (Produktio), der vor allem erwerbslose Künstler angehörten. Von 1923 bis 1925 arbeitete er künstlerisch in einer Berliner Fabrik für Möbel und Stuckerzeugnisse und dann bis 1930 als Trickfilmzeichner und Kameraoperateur bei der Ufa. Für den Zoologischen Garten schuf er einige Tierplastiken.
Verch war Mitglied der KPD und arbeitete bis 1933 für deren Agitprop-Büro und die politischen Satire-Zeitschriften Der Knüppel, Roter Pfeffer und Eulenspiegel und das Magazin für Alle. 1928 gehörte er zu den Gründern der Assoziation revolutionärer bildender Künstler Deutschlands (ARBKD), zu deren Leitung er von 1930 bis zum Verbot 1933 gehörte und deren zentrale Mitgliederdatei er betreute. 1931 leitete er die Vorbereitungen für eine Ausstellung der ARBKD und der Internationalen Arbeiterhilfe. Als Mitglied des Reichsverbands Bildender Künstler war er ab 1932 einer von vier Geschäftsführern der Künstlerläden des Verbands in Berlin Unter den Linden und in der Brüderstraße.
Nach der Machtergreifung arbeitete Verch weiter als freischaffender Künstler. Er schuf vor allem Holz- und Linolschnitte und Federzeichnungen. „Immer mehr gestaltete er … eine skurrile Spuk- und Traumwelt, groteske, bisweilen dämonische Gestalten …“ Er konnte sich auch noch an Ausstellungen beteiligen, bis die Reichskammer der bildenden Künste das 1936 unterband und veranlasste, dass er keine Aufträge mehr erhielt. Daraufhin arbeitete er von 1938 bis 1942 in Berlin als technischer Zeichner bei Telefunken. Das Berliner Adressbuch verzeichnet ihn 1943 im Riemenschneiderweg 90 weiter als Bildhauer. Verch war illegal für die KPD tätig, indem er u. a. Zeichnungen für Flugblätter anfertigte. Von 1942 bis 1945 nahm er als Soldat der Wehrmacht am Zweiten Weltkrieg teil. Bei der Bombardierung Berlins verlor er viele seiner Arbeiten.
Nach der Entlassung aus der Kriegsgefangenschaft ging Verch nach Beelitz und arbeitete als freischaffender Künstler. Er schuf vor allem Federzeichnungen und Tierplastiken, über die der Tierparkdirektor Heinrich Dathe des Lobes voll war. Ab 1953 leitete er das von ihm aufgebaute Beelitzer Heimatmuseum. Dabei sorgte er u. a. auch dafür, dass alte Wandmalereien in dem Gebäude freigelegt wurden.
Verch war Mitglied des Verbands Bildender Künstler der DDR.
Er war mit Lotte Verch verheiratet.

## Ausstellungen (mutmaßlich unvollständig)

### Einzelausstellungen
- 1963: Berlin, Märkisches Museum (Malerei; mit Ingo Timm)

### Ausstellungsbeteiligungen
- 1919: Berlin, Rathaus Schöneberg (Ausstellung der Produktio)
- 1920: Berlin, Juryfreie Kunstausstellung
- 1931: Berlin, „Fotomontage“
- 1935: Berlin, Ausstellung des Pankower Künstlerbunds
- 1936: Berlin, Kunsthalle Hardenbergstraße
- 1978/1979: Berlin, Altes Museum („Revolution und Realismus. Revolutionäre Kunst in Deutschland 1917 bis 1933“; mit der Federzeichnung Arbeiter, 1929, 24,5 × 17,3 cm)
- postum 1988: Berlin, Museum für Deutsche Geschichte („Künstler im Klassenkampf“)